# Matthew Neal (Eishockeyspieler)
Matthew „Matt“ Neal (* 22. November 1991 in Minesing, Ontario) ist ein ehemaliger kanadischer Eishockeyspieler, der im Verlauf seiner aktiven Karriere zwischen 2011 und 2022 unter anderem annähernd 230 Spiele für den EC KAC und die Vienna Capitals in der Erste Bank Eishockey Liga (EBEL) bzw. ICE Hockey League auf der Position des Centers bestritten hat. Darüber hinaus absolvierte Neal weitere 70 Partien für die Kassel Huskies und Heilbronner Falken in der DEL2.

## Karriere
Neal spielte nach seinen Jugendjahren in Kanada ein Jahr in Europa in der Jugend von Färjestad BK. Danach wechselte er zu den Stouffville Spirit, für die er drei Spielzeiten lang zwischen 2008 und 2011 in den unterklassigen Juniorenligen der Provinz Ontario aktiv war. Nach den drei erfolgreichen Jahren wechselte er zur Verfolgung eines Studiums an das Rensselaer Polytechnic Institute, wo er bis 2015 parallel für die Universitätsmannschaft im Spielbetrieb der National Collegiate Athletic Association (NCAA) aktiv war.
Nach der Beendigung des Studiums im Frühjahr 2015 und kurz vor Ende der Saison 2014/15 unterzeichnete der Stürmer seinen ersten Profivertrag bei den Quad City Mallards in der ECHL. Dort war er auch die gesamte Spielzeit 2015/16 – mit Ausnahme eines kurzen Gastspiel bei den Iowa Wild in der American Hockey League (AHL) – aktiv. Zur Saison 2016/17 zog es Neal nach Europa, wo der Kanadier beim österreichischen Rekordmeister EC KAC aus der Erste Bank Eishockey Liga (EBEL) anheuerte. Bei den Klagenfurtern war der Angreifer zunächst bis Ende Februar 2018 aktiv, ehe er zu den Kassel Huskies aus der DEL2 wechselte. Obwohl er dort noch im April desselben Jahres eine Verlängerung seines Vertrages über das Spieljahr hinaus unterzeichnet hatte, verließ er die Hessen bereits im November 2018 wieder und kehrte zum EC KAC zurück. Mit dem Team gewann er in der Folge im Frühjahr 2019 die Meisterschaft der EBEL und damit auch verbunden den österreichischen Meistertitel.
Nach einem weiteren Jahr in Klagenfurt stand Neal zwischen Juli 2020 und April 2021 bei den Heilbronner Falken in der DEL2 unter Vertrag, ehe er zum Spieljahr 2021/22 wieder nach Österreich zurückkehrte und von den Vienna Capitals verpflichtet wurde. Bei den Hauptstädtern war er eine Spielzeit aktiv, ehe der 30-Jährige seine aktive Karriere im August 2022 für beendet erklärte.

## Erfolge und Auszeichnungen
- 2008 Schwedischer U18-Vizemeister mit Färjestad BK
- 2019 Meister der EBEL und Österreichischer Meister mit dem EC KAC

## Karrierestatistik
(Legende zur Spielerstatistik: Sp oder GP = absolvierte Spiele; T oder G = erzielte Tore; V oder A = erzielte Assists; Pkt oder Pts = erzielte Scorerpunkte; SM oder PIM = erhaltene Strafminuten; +/− = Plus/Minus-Bilanz; PP = erzielte Überzahltore; SH = erzielte Unterzahltore; GW = erzielte Siegtore; 1 Play-downs/Relegation; Kursiv: Statistik nicht vollständig)